# Teksmona
Teksmona ist eine Insel in der Kommune Meløy in der norwegischen Provinz Nordland. Die Insel liegt 2,8 km nordwestlich von Ørnes sowie nur 400 Meter vom Festland entfernt. Teksmona hat eine Fläche von 5,2 km². Der höchste Punkt der Insel ist die Erhebung Nattmålstuva mit 227 Metern ü. M.
Ein Teil der Insel bildet das Naturschutzgebiet Teksmona. Als eine der wenigen Inseln vor der Küste von Nordland weist Teksmona Kiefernwälder auf.